# Отличный (эсминец, 1981)
«Отличный» — 3-й эскадренный миноносец проекта 956 «Сарыч» (код НАТО — «Sovremenny class destroyer»).

## История строительства
Заложен на заводе № 190 им. А. А. Жданова 22 апреля 1978 (строительный № 863), спущен 21 марта 1981. Крёстная мать корабля — Евгения Бабина. «Отличный» прошёл швартовные испытания с 1 июля по 30 ноября 1982 года, 18 мая 1983 года при столкновении потопил шаланду «Невская-2». На корабле был произведён ремонт форштевня, после чего «Отличный» прошёл с 18 мая по 23 июня 1983 года заводские ходовые испытания, и затем государственные испытания (с 22 июля по 5 сентября 1983 года), принят флотом 30 сентября 1983 года, 19 ноября 1983 года на корабле был поднят советский военно-морской флаг, 15 декабря 1983 года эсминец вступил в состав Советского Военно-Морского Флота. На период строительства был включён в состав 13 бригады строящихся и ремонтирующихся кораблей (13 брстремк) Ленинградской военно-морской базы, на период испытаний включён в состав 76-й бригады ракетных кораблей 12-й дивизии ракетных кораблей с базированием на военно-морскую базу Лиепая .

## Служба

### Служба корабля в 1984—1988 годах
В период с 18 по 26 апреля 1984 года перешёл с Балтийского флота на Северный (место базирования — Североморск). С 6 декабря 1984 года нёс боевую службу в Атлантике. В период с 25 декабря 1984 года по 3 января 1985 года нанёс совместно с двумя сторожевыми кораблями визит в Гавану. Осуществил заходы в порты Сьенфуэгос (? января) и Гавана (14 января). В период с 17 по 24 января 1985 года корабль принял участие в совместных учениях с ВМФ Кубы «Монкада-85», с выполнением слежения за авианосцем «Эйзенхауэр» -в Средиземном море весной 1985 года и «уничтожением» 29 кораблей «противника». 5 февраля, при заходе «Отличного» в Гавану, корабль посетил Рауль Кастро .
С 16 марта 1985 года «Отличный» эсминец нёс боевую службу в Средиземном море, с 16 по 31 мая осуществлял вскрытие позиций американских АПЛ в западной части Средиземного моря и Атлантике, но контактов с американскими подводными лодками не было.

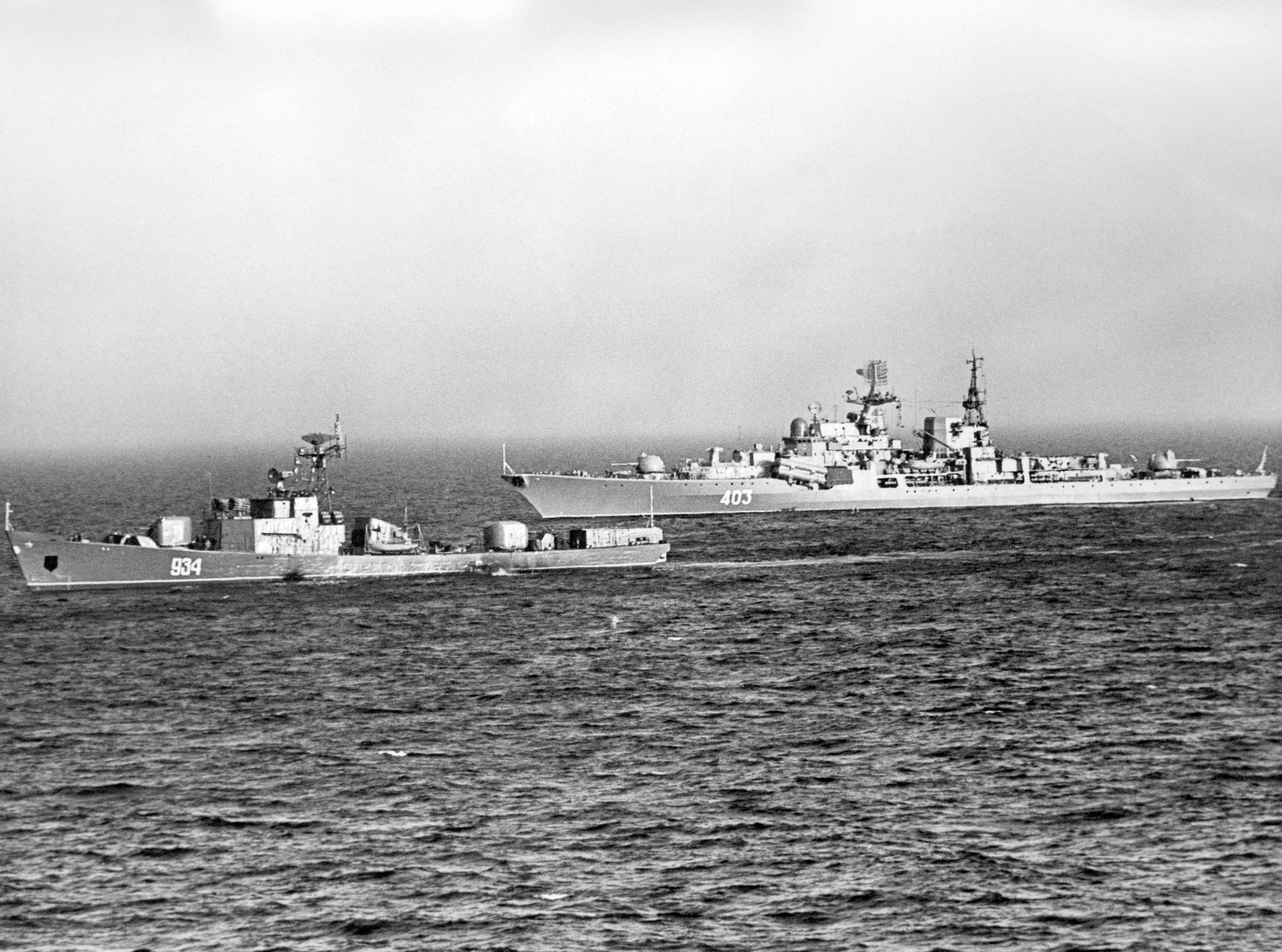
Эскадренный миноносец проекта 956 Отличный и сторожевой корабль пр. 159-М в Средиземном море, 29 апреля 1986 года.

6 октября в составе КУГ (корабельной ударной группы) эсминец участвовал в состязательной артиллерийской стрельбе, по итогам боевой подготовки получил приз главнокомандующего ВМФ за артиллерийскую стрельбу. 20 января 1986 года осуществил выход на боевую службу в Средиземное море. В период до 23 января участвовал в поисковой противолодочной операции «Молизит» на рубеже мысов Нордкап — Медвежий (подводные лодки противника не были замечены). С 9 по 15 февраля принял участие в учениях Балтийского флота «Дозор-86». С 20 по 23 марта 1986 года следил за авианосцем «Саратога», 10 — 15 апреля проводил слежение за авианосцем «Америка», в период с 26 по 29 апреля 1986 года осуществил деловой заход в Бенгази (Ливия). 29 — 30 апреля вёл слежение за авианосцем «Энтерпрайз». 21 мая на якорной стоянке у Сицилии шедший на авторулевом панамский сухогруз «Эсмеральда-II» совершил навал на эсминец, повредив правый борт корабля, пусковые установки ракет и РЛС. С 8 по 30 июня 1986 года эсминец проходил ремонт в Севастополе; в январе 1987 года встал на доковый ремонт в СРЗ-82 (Росляково) .
С 24 по 28 марта 1987 года «Отличный» участвовал в учениях Северного флота по ПВО. С 26 мая 1988 года в составе отряда кораблей (во главе с тяжёлым авианесущим крейсером «Баку») «Отличный» нёс боевую службу в Средиземном море. С 28 мая по 3 июля 1988 года корабль осуществлял вскрытие позиций ПЛ ВМС США (контактов не было), с 7 по 12 июля 1988 года следил за авианосцем «Дуайт Эйзенхауэр». С 13 по 18 июля корабль совершил деловой заход в Тартус (Сирия) для ремонта и отдыха экипажа, 18 июля продолжил слежение за американским авианосцем и вёл его до 24 июля.
С 22 по 29 августа 1988 года корабль совершал деловой заход в Латакию (Сирия) под флагом контр-адмирала В. Г. Егорова. 12 сентября из-за заводского дефекта на «Отличном» произошёл обрыв 265 метров цепи с якорем на глубине 107 метров. С 27 по 31 октября 1988 года эсминец произвёл заход в Латакию и принял участие в совместных учениях с ВМС Сирии. С 1 по 21 ноября ремонтировался в Тартусе, позднее осуществлял боевое охранение ТАКР «Баку» по пути из Тартуса в Североморск, куда прибыл 18 декабря.

### Служба корабля в 1989—1998 годах
С 7 по 19 апреля 1989 года «Отличный» находился в море и осуществлял радиационный контроль в районе гибели подводной лодки К-278 «Комсомолец». 30 июня вышел на боевую службу в Средиземное море, с 21 по 25 июля совместно с крейсером «Маршал Устинов» под флагом вице-адмирала И. В. Касатонова совершил визит в Норфолк (США). Во время пребывания корабля в Норфолке, его посетило 9020 человек, в том числе в книге посетителей расписалось 1365 человек.
В период с 9 октября по 5 ноября 1989 года «Отличный» находился с деловым визитом в Тартусе, там же был произведён текущий ремонт корабля. С 12 по 17 ноября 1989 года «Отличный» находился в порту Алжир для обеспечения визита С. Г. Горшкова. 14 декабря 1989 года эсминец возвратился в Североморск .
С 1 октября 1991 года эсминец был переведён в состав 43-й дивизии ракетных кораблей (43 дрк) 7-й оперативной эскадры (7 опэск), готовился для перехода в Севастополь на ремонт, но был переведён в резерв 1 категории. В августе 1993 года готовился к ремонту в Ленинграде, с 4 января 1994 года готовился к ремонту в Мурманске, но никуда не переходил и был выведен в резерв 2 категории. 20 ноября 1994 года был возвращён в состав 56 брэм. Исключён из списков флота 22 ноября 1998 года, на корабле был спущен флаг. Расформирован 30 декабря 1998 года.
С момента подъёма флага и до завершения службы «Отличный» прошёл 150 535 морских миль. За время службы на корабле правительственными наградами было отмечено 37 человек, из них 7 человек — орденами.

## Командиры[1]
- С 1981 года — капитан 2 ранга Чекалин Валерий Васильевич.
- С 1984 года — капитан 2 ранга Степахин Александр Васильевич
- С 1986 года — капитан 2 ранга Стасюкевич Антон Никанорович.
- С 1990 года — капитан 2 ранга Федоров Александр Борисович.
- С 1995 года — капитан 1 ранга Казаков Николай Пантелеймонович

## Бортовые номера[1]
- В ходе службы эсминец сменил ряд следующих бортовых номеров
- 1983 год — № 671;
- С 5 июня 1985 год — № 403;
- С июня 1988 года — № 434;
- 1990 год — № 408;
- 1991 год — № 151;
- 1992 год — № 441